# Comédie de Colmar

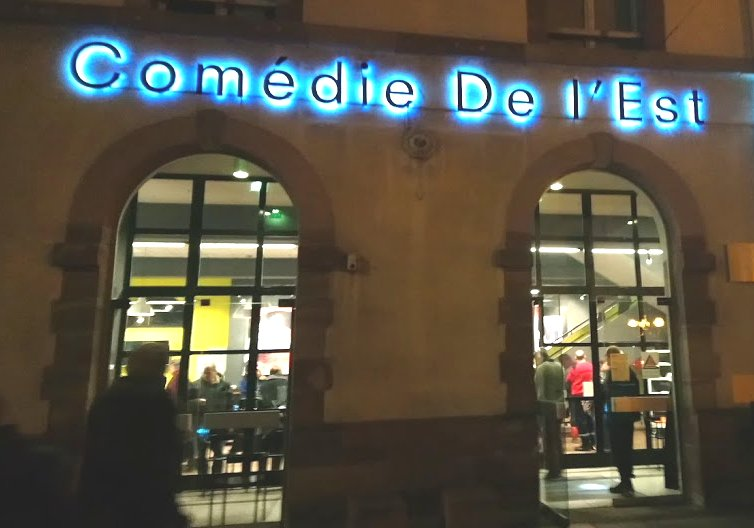
Comédie de l'Est à Colmar, Alsace

La Comédie de Colmar est un centre dramatique national basé à Colmar. Créé en 1972 sous le nom d’Atelier lyrique du Rhin, il devient l’Atelier du Rhin en 1988 et obtient en 1990 le statut de Centre dramatique régional d’Alsace. Renommé Centre dramatique de l’Est puis, peu de temps après, Comédie de l’Est, il obtient le label Centre dramatique national en 2012. Il est encore une fois renommé en 2019 Comédie de Colmar.

## Historique
Au début des années 1970 il existe trois scènes lyriques en Alsace : Strasbourg, Mulhouse et Colmar. Chacune est financée par la ville où elle se trouve, ce qui représente un coût conséquent pour des résultats jugés peu satisfaisants : la production originale est faible à Strasbourg, inexistante à Mulhouse et Colmar et la plupart des pièces jouées sont achetées à l’extérieur ; le public est par ailleurs peu nombreux, ce qui augmente encore le poids sur les budgets. Afin de résoudre ces problèmes, les municipalités concernées décident en 1972 de fusionner les trois structures dans un syndicat intercommunal appelé Opéra du Rhin. Cette union, qui permet d’unir les moyens financiers, permet également d’obtenir une aide de l’État correspondant à 33% du budget dans le cadre du plan décennal pour la musique de Marcel Landowski. Les trois villes se répartissent les compétences de la nouvelle structure : la scène d’opéra à Strasbourg et le ballet à Mulhouse, tandis que Colmar reçoit un atelier devant devenir à la fois centre de formation et lieu de recherche sur le théâtre chanté.
La direction de l’atelier, nommé Atelier lyrique du Rhin, est confiée à Raymond Vogel et la Ville met à sa disposition le Château Kiener. Les problèmes ne tardent cependant pas à émerger : dans le domaine de la formation, l’Atelier est en concurrence frontale avec l’Opéra-Studio, bien établi et disposant de moyens supérieurs ; les travaux en cours au Château Kiener rendent l’activité difficile ; enfin, et surtout, Raymond Vogel et Pierre Barrat, directeur général de l’Opéra du Rhin, n’ont pas la même vision de ce que doit être l’Atelier.
Du fait de ces difficultés, l’Atelier reste presque à l’arrêt jusqu’en 1974. Afin de débloquer la situation, il est décidé à cette date de donner un peu d’autonomie à l’Atelier en le transformant en association de droit local : bien que celle-ci demeure intégré et financée par l’Opéra du Rhin, la direction, confiée à Pierre Barrat, est ainsi indépendante. L’Atelier se recentre alors sur la création artistique, avec trois axes de travail : politique artistique, politique des interprètes et politique des publics. Cette indépendance a toutefois pour conséquence de déconnecter l’Atelier des besoins de l’Opéra de Rhin : alors que la raison d’être de l’Atelier est de produire des pièces pour la scène lyrique strasbourgeoise, au début des années 1980 seules deux de ses productions sur quatorze ont été intégrées dans les abonnements de l’Opéra du Rhin.